# چهارگل‌تپه
چهارگل‌تپه (نام پیشین کوکتاش) جماعت و شهرکی در کشور تاجیکستان است که در ناحیهٔ رودکی ناحیه‌های تابع جمهوری قرار دارد. جمعیت این جماعت ۲۲۳۴۸ است.